# Люзні люди
Лю́зні лю́ди, гультяї — одна з категорій сільського населення на українських землях у складі Великого князівства Литовського та Корони Польської. Здебільшого не вели власного господарства, а наймалися на службу до заможних господарів та шляхти. У пошуках кращих заробітків вільно переходили з місця на місце. Інколи на короткий час осідали на терені волосних чи сільських земель у запустілих господарствах, але коли приходив час сплати податків, то відходили із села чи волості. Правителі Польщі та ВКЛ намагалися законодавчо обмежити право виходу (й ухилення від оподаткування) люзних людей (як і іншої подібної категорії селянства — «похожих селян»).